# Dorothy Cayley
Dorothy Mary Cayley (1874-1955) fue una horticultora y micóloga británica que descubrió en 1927 que la enfermedad conocida como «ruptura del tulipán» se debía a un virus.

## Primeros años

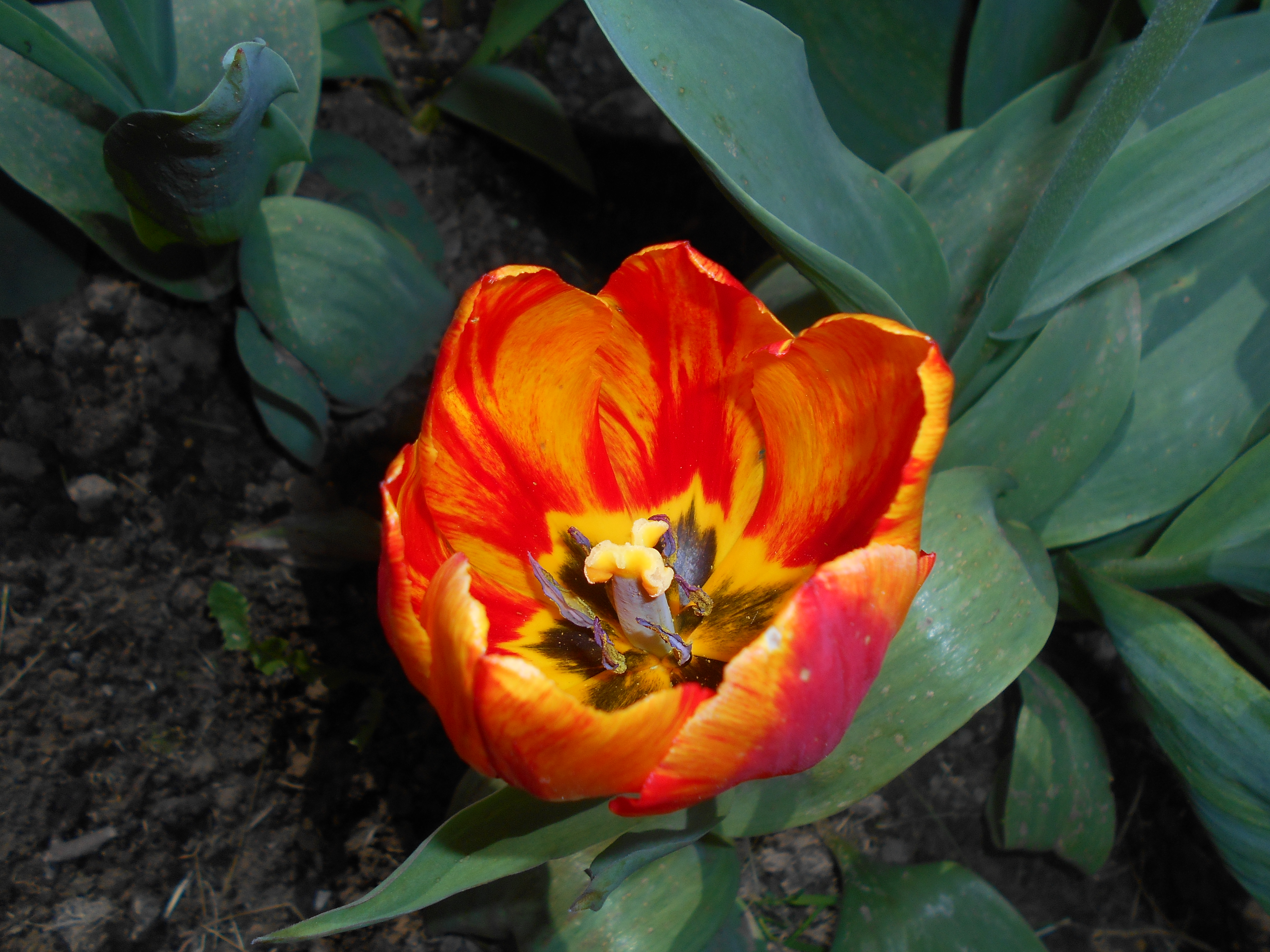
Un tulipán con manchas causadas por el virus

Nació en Ceilán donde su padre, Richard Cayley, era el líder del sistema judicial. Cayley llegó a Inglaterra a los siete años. Asistió al Stamford High School, Lincolnshire. Fue estudiante de la Universidad de Londres antes de estudiar horticultura en la Universidad de Reading donde obtuvo su título en 1908 siendo la primera de la clase y recibiendo una medalla de honor.

## Trayectoria
También obtuvo el primer lugar en el examen de la Royal Horticultural Society. Fue contratada como Superintendenta de los jardines pertenecientes al Departamento de Botánica de la Universidad de Reading. En sus primeros años (1911-17) trabajó sobre enfermedades en guisantes y frutas. Fue miembro fundadora de la Sociedad de Genética en 1919 e introdujo el estudio de la genética del fungi al Reino Unido. 
Asimismo, encontró que el fenómeno de la "ruptura del Tulipán" era debido a la presencia de un virus. La variación inusual del color de los tulipanes no respondía a causas genéticas. Cayley no solo encontró la causa sino también una cura. Publicó sus hallazgos en 1928.
Fue subdirectora del Instituto Horticultural John Innes.
Además de ser investigadora, era una artista de talento. El dibujo le servía como medio de registro de sus hallazgos pero también para expresarse artísticamente. Sus obras se encuentran en los archivos del Instituto John Innes.
Se retiró en 1938. Fue vicepresidenta de la Sociedad Británica de Micología en 1939.